# Рідкокристалічний перехід
Рідкокристалічний перехід (рос. жидкокристаллический переход, англ. liquid-crystal transitions) — 
- 1. Перехід у нематичну фазу. Мезоморфний перехід, що відбувається при нагріванні молекулярного кристала, коли він утворює нематичну фазу, в якій усереднений напрям молекул паралельний чи антипаралельний до осі, яку вважають основною.
- 2. Перехід у холестеричну фазу. Мезоморфний перехід, що відбувається при нагріванні молекулярного кристала, коли він утворює холестеричну фазу, в якій є проста спіральність у локальному орієнтаційному порядкові по перпендикуляру до довгої осі молекули.
- 3. Перехід у смектичний стан. Мезоморфний перехід, що відбувається при нагріванні молекулярного кристала, коли він утворює смектичний стан, в якому є одновимірна хвиля густини, що творить дуже нечіткі/невпорядковані шари.